# ZZYZX
ZZYZX – trzeci album studyjny norweskiego zespołu Zeromancer, wydany 1 września 2003 roku.

## Lista utworów
1. "Teenage Recoil" - 4:41
2. "Hollywood" - 4:38
3. "Famous Last Words" - 4:36
4. "Erotic Saints" - 3:50
5. "Idiot Music" - 4:40
6. "Stop the Noise!" - 4:14
7. "Feed You With a Kiss" - 3:42
8. "Lamp Halo" - 4:09
9. "Mosquito Coil" - 4:37
10. "Blood Music" - 4:22
11. "New Madonna" - 4:22
12. "Gone To Your Head" - 5:15

## Twórcy
- Alex Møklebust – śpiew
- Kim Ljung - gitara basowa, śpiew
- Noralf Ronthi - perkusja
- Chris Schleyer - gitara
- Erik Ljunggren - keyboard